# Selezione maschile di calcio della Martinica
La nazionale di calcio della Martinica è la rappresentativa calcistica dell'omonimo Dipartimento francese d'Oltremare che si trova nella parte orientale del Mar dei Caraibi, controllata dalla Ligue de Football de Martinique, distaccamento della FFF.
Essendo parte della Francia, come tutti i territori francesi d'oltremare, la Martinica non è un membro FIFA e pertanto non può partecipare a nessuna manifestazione organizzata dalla stessa, incluso il campionato mondiale. Alla squadra è però concesso di partecipare alle competizioni CONCACAF.
I maggiori successi di Martinica sono state le vittorie della Coppa dei Caraibi (fino al 1988 si chiamava "Campionato caraibico di calcio") nel 1983, nel 1985 e nel 1993. In tale manifestazione sono arrivati anche un secondo e quattro terzi posti.

## Storia
La Martinica è una delle selezioni caraibiche più competitive, terza nei piazzamenti complessivi nella Coppa dei Caraibi.
La rappresentativa martinicana ha esordito durante il periodo interbellico ed ha ottenuto un secondo posto nel 1948 all'unica Coupe des Caraïbes disputata, trent'anni in anticipo sul futuro "Campionato caraibico di calcio" organizzato dalla CFU. Tuttavia il calcio ha conosciuto una forte crescita solo nel gennaio 1971, allorché Pelé con il "suo" Santos disputò un'amichevole a Fort-de-France nel corso di una tournée. A causa del prezzo del biglietto, nell'isola ci fu una piccola rivolta, sedata con la trasmissione in diretta della partita.
Negli anni '80 ci furono due exploit consecutivi ai Campionati caraibici di calcio nel 1983 e nel 1985, che consacrarono la selezione a livello regionale.
In seguito la nazionale martinicana ha fatto registrare buone prestazioni, potendo contare su molti calciatori militanti in Francia. Tuttavia negli ultimi anni la Federazione calcistica di Martinica, in particolare il presidente Alain Rapon, ha manifestato una certa difficoltà nell'ottenere il rilascio di giocatori del campionato francese di calcio: le squadre di club sono riluttanti nel permettere ai propri affiliati di rispondere alla chiamata della selezione d'Oltremare ed effettuare due trasvolate oceaniche per gli impegni nazionali.
Negli anni duemiladieci, la Martinica si è qualificata a tre Gold Cup su cinque ed ha disputato nella Lega A la Nations League CONCACAF 2019-2020, mantenendo la prima fascia al termine dei gironi.
I martinicani hanno inoltre vinto la Coupe de l'Outre-Mer nel 2010, stesso trofeo perso in finale nelle restanti edizioni (2008 e 2012): ogni finale è stata giocata contro La Riunione.

## Palmarès

### Competizioni regionali
- Coppa dei Caraibi[5]
  -  Vincitore (3): 1983, 1985, 1993

### Competizioni minori
- Coupe de l'Outre-Mer
  -  Vincitore (1): 2010

## Partecipazioni ai tornei internazionali
La Martinica, essendo un dipartimento d'oltremare della Francia (a differenza di altre dipendenze come quelle americane, britanniche od olandesi), non può partecipare alle competizioni internazionali FIFA, né ai Giochi olimpici.

Legenda: Grassetto: Risultato migliore, Corsivo: Mancate partecipazioni

### Campionato CONCACAF
La nazionale martinicana non ha mai partecipato al Campionato CONCACAF, l'antenato della Gold Cup, né alle relative qualificazioni.

### Coppa dei Caraibi[5]
I Matinino hanno partecipato alla fase finale della Coppa dei Caraibi in diciassette occasioni, vincendola tre volte.

### Coppa dell'oltremare
La Martinica ha disputato tutte e tre le edizioni della Coupe de l'Outre-Mer, ottenendo una vittoria e due secondi posti.

## Statistiche dettagliate sui tornei internazionali
Campionato CONCACAF/Gold Cup
| Anno | Luogo                               | Piazzamento      | V | N | P | Gol  |
| ---- | ----------------------------------- | ---------------- | - | - | - | ---- |
| 1963 | El Salvador                         | Non partecipante | - | - | - | -    |
| 1965 | Guatemala                           | Non partecipante | - | - | - | -    |
| 1967 | Honduras                            | Non partecipante | - | - | - | -    |
| 1969 | Costa Rica                          | Non partecipante | - | - | - | -    |
| 1971 | Trinidad e Tobago                   | Non partecipante | - | - | - | -    |
| 1973 | Haiti                               | Non partecipante | - | - | - | -    |
| 1977 | Messico                             | Non partecipante | - | - | - | -    |
| 1981 | Honduras                            | Non partecipante | - | - | - | -    |
| 1985 | Itinerante                          | Non partecipante | - | - | - | -    |
| 1989 | Itinerante                          | Non partecipante | - | - | - | -    |
| 1991 | Stati Uniti                         | Non qualificata  | - | - | - | -    |
| 1993 | Stati Uniti / Messico               | Primo turno      | 0 | 1 | 2 | 3:14 |
| 1996 | Stati Uniti                         | Non qualificata  | - | - | - | -    |
| 1998 | Stati Uniti                         | Non qualificata  | - | - | - | -    |
| 2000 | Stati Uniti                         | Non qualificata  | - | - | - | -    |
| 2002 | Stati Uniti                         | Quarti di finale | 1 | 1 | 1 | 2:3  |
| 2003 | Stati Uniti / Messico               | Primo turno      | 0 | 0 | 2 | 0:3  |
| 2005 | Stati Uniti                         | Non qualificata  | - | - | - | -    |
| 2007 | Stati Uniti                         | Non qualificata  | - | - | - | -    |
| 2009 | Stati Uniti                         | Non qualificata  | - | - | - | -    |
| 2011 | Stati Uniti                         | Non qualificata  | - | - | - | -    |
| 2013 | Stati Uniti                         | Primo turno      | 1 | 0 | 2 | 2:4  |
| 2015 | Stati Uniti / Canada                | Non qualificata  | - | - | - | -    |
| 2017 | Stati Uniti                         | Primo turno      | 1 | 0 | 2 | 4:6  |
| 2019 | Stati Uniti / Costa Rica / Giamaica | Primo turno      | 1 | 0 | 2 | 5:7  |
| 2021 | Stati Uniti                         | Primo turno      | 0 | 0 | 3 | 3:12 |
| 2023 | Stati Uniti / Canada                | Primo turno      | 1 | 0 | 2 | 7:9  |

Coppa dei Caraibi
| Anno | Luogo                                   | Piazzamento     | V | N | P | Gol   |
| ---- | --------------------------------------- | --------------- | - | - | - | ----- |
| 1978 | Trinidad e Tobago                       | Non qualificata | - | - | - | -     |
| 1979 | Suriname                                | Non qualificata | - | - | - | -     |
| 1981 | Porto Rico                              | Non qualificata | - | - | - | -     |
| 1983 | Guyana francese                         | Campione        | 2 | 1 | 0 | 5:1   |
| 1985 | Barbados                                | Campione        | 2 | 1 | 0 | 5:2   |
| 1988 | Martinica                               | Terzo posto     | 1 | 1 | 1 | 4:6   |
| 1989 | Barbados                                | Non qualificata | - | - | - | -     |
| 1990 | Trinidad e Tobago                       | Non terminata   | 1 | 1 | 0 | 4:2   |
| 1991 | Giamaica                                | Primo turno     | 1 | 1 | 1 | 4:2   |
| 1992 | Trinidad e Tobago                       | Terzo posto     | 2 | 1 | 2 | 10:6  |
| 1993 | Giamaica                                | Campione        | 3 | 2 | 0 | 9:3   |
| 1994 | Trinidad e Tobago                       | Secondo posto   | 3 | 1 | 1 | 12:10 |
| 1995 | Isole Cayman / Giamaica                 | Non qualificata | - | - | - | -     |
| 1996 | Trinidad e Tobago                       | Terzo posto     | 2 | 1 | 2 | 6:4   |
| 1997 | Antigua e Barbuda / Saint Kitts e Nevis | Primo turno     | 1 | 0 | 1 | 2:3   |
| 1998 | Giamaica / Trinidad e Tobago            | Primo turno     | 1 | 0 | 2 | 7:8   |
| 1999 | Trinidad e Tobago                       | Non qualificata | - | - | - | -     |
| 2001 | Trinidad e Tobago                       | Terzo posto     | 3 | 0 | 2 | 6:8   |
| 2005 | Barbados                                | Non qualificata | - | - | - | -     |
| 2007 | Trinidad e Tobago                       | Primo turno     | 1 | 0 | 2 | 4:8   |
| 2008 | Giamaica                                | Non qualificata | - | - | - | -     |
| 2010 | Martinica                               | Primo turno     | 0 | 1 | 2 | 1:3   |
| 2012 | Antigua e Barbuda                       | Quarto posto    | 2 | 2 | 1 | 5:3   |
| 2014 | Giamaica                                | Primo turno     | 1 | 1 | 1 | 3:4   |
| 2017 | Martinica                               | Quarto posto    | 0 | 0 | 2 | 1:3   |

Coupe de l'Outre-Mer
| Anno | Luogo         | Piazzamento   | V | N | P | Gol |
| ---- | ------------- | ------------- | - | - | - | --- |
| 2008 | Île-de-France | Secondo posto | 2 | 1 | 1 | 3:2 |
| 2010 | Île-de-France | Campione      | 2 | 1 | 1 | 8:3 |
| 2012 | Île-de-France | Secondo posto | 2 | 1 | 1 | 9:5 |

Coupe des Caraïbes
| Anno | Luogo      | Piazzamento   | V | N | P | Gol  |
| ---- | ---------- | ------------- | - | - | - | ---- |
| 1948 | Itinerante | Secondo posto | 3 | 0 | 1 | 15:6 |

## Tutte le rose
Gold Cup
CONCACAF Gold Cup 19931 Lagier, 2 Antonin, 4 Narcisse, 5 Tinmar, 7 Modestin, 8 Valide, 9 Gertrude, 10 Honore, 11 Coridon, 12 Zaire, 13 Sophie, 14 Borval, 15 Emica, 16 Bellemere, 17 Carole, 18 Fondelot, CT: Destin
CONCACAF Gold Cup 20021 Go, 4 Vaton, 5 Percin, 6 Clorus, 7 Bullet, 8 Dicanot, 9 Lupon, 10 Goron, 11 Agathine, 12 Mirande, 14 Gibon, 15 Lagrand, 16 Lavril, 17 Lina, 18 Reuperné, 19 Rano, 20 Fondelot, 24 Heurlié, CT: Antonin
CONCACAF Gold Cup 20031 Go, 2 Lagrand, 4 Vaton, 5 Percin, 6 Germany, 7 Girier-Dufournier, 8 Dicanot, 10 Goron, 11 Duragrin, 12 Suédile, 14 Michaud, 15 Padoly, 16 Lavril, 17 Anin, 18 Cinna, 20 Reyal, 21 Coridon, 24 Heurlié, CT: Antonin
CONCACAF Gold Cup 20131 Vermignon, 2 Zaïre, 3 Ravi, 4 Hérelle, 5 Germany, 6 Séry, 7 Gustan, 8 Linord, 9 Piquionne, 10 Tresfield, 11 Arquin, 12 Berdix, 13 Thomert, 14 Reuperné, 15 Delem, 16 Chauvet, 17 Parsemain, 18 Arnolin, 19 Coureur, 20 Abaul, 21 Crétinoir, 22 Babin, 23 Olimpa, CT: Cavelan
CONCACAF Gold Cup 20171 Vermignon, 2 Zaïre, 3 Jean-Baptiste, 4 Narcissot, 5 Vitulin, 6 Maingé, 7 Pastel, 8 Delem, 9 Angély, 10 Langil, 11 Audel, 12 Arquin, 13 Jougon, 14 Thimon, 15 Dondon, 16 Chauvet, 17 Parsemain, 18 Nédra, 19 Hérelle, 20 Abaul, 21 Crétinoir, 22 Marajo, 23 Olimpa, CT: Civault
CONCACAF Gold Cup 20191 Michalet, 2 Yo. Thimon, 3 Babin, 4 César, 5 Vitulin, 6 Marveaux, 7 Pastel, 8 Delem, 9 Fortuné, 10 Biron, 11 Eneleda, 12 Marajo, 13 Jougon, 14 Ya. Thimon, 15 Linord, 16 Huygues des Étages, 17 Parsemain, 18 Camille, 19 Hérelle, 20 Abaul, 21 Crétinoir, 22 Barthéléry, 23 Chauvet, CT: Bocaly
CONCACAF Gold Cup 20211 Chauvet, 2 Goma, 3 Félicitet, 4 Dondon, 5 Vitulin, 6 Babin, 7 Pastel, 8 Ya. Thimon, 9 Reuperné, 10 Fortuné, 11 Rivière, 12 Marajo, 13 Jougon, 14 Grelet, 15 Yo. Thimon, 16 Huygues des Étages, 17 Burner, 18 Camille, 19 Hérelle, 20 Abaul, 21 Crétinoir, 22 Barthéléry, 23 Meslien, CT: Bocaly
CONCACAF Gold Cup 20231 De Percin, 2 Thimon, 3 Salines, 4 Singama, 5 Michalet, 6 Mexique, 7 Labonne, 8 Marny, 9 Baker, 10 Labeau, 11 Ephestion, 12 Reuperné, 13 Fortuné, 14 Mandouki, 15 Burner, 16 Clementia, 17 Fabien, 18 Rivierez, 19 Hérelle, 20 Arbaut, 21 Lapis, 22 Poulolo, 23 Vermignon, CT: Collat

## Rosa attuale
Lista dei giocatori convocati per la CONCACAF Gold Cup 2021.
Presenze, reti e numerazione aggiornate al 18 luglio 2021, al termine della sfida contro Haiti.
| 1  | P | Loïc Chauvet             | 30 aprile 1988             | 21 | 0 | Golden Lion           |  |  |
| 23 | P | Gilles Meslien           | 17 giugno 1989             | 3  | 0 | Golden Lion           |  |  |
| 16 | P | Arnaud Hugues des Etages | 30 dicembre 1985           | 3  | 0 | Aiglon                |  |  |
|    |   |                          |                            |    |   |                       |  |  |
| 21 | D | Sébastien Crétinoir      | 12 febbraio 1986           | 66 | 3 | Golden Lion           |  |  |
| 8  | D | Yann Thimon              | 1º gennaio 1990            | 19 | 1 | Club Franciscain      |  |  |
| 4  | D | Gérald Dondon            | 4 ottobre 1986             | 18 | 2 | Club Colonial         |  |  |
| 6  | D | Jean-Sylvain Babin       | 14 ottobre 1986            | 17 | 1 | Sporting Gijón        |  |  |
| 15 | D | Yordan Thimon            | 10 settembre 1996          | 8  | 0 | Club Franciscain      |  |  |
| 18 | D | Samuel Camille           | 2 febbraio 1986            | 6  | 0 | Valence               |  |  |
| 17 | D | Patrick Burner           | 11 aprile 1996             | 3  | 0 | Nîmes                 |  |  |
| 3  | D | Ambroise Félicitet       | 29 maggio 1993             | 1  | 0 | Aiglon                |  |  |
| -  | D | Junior Michalet          | 8 aprile 2000              | 1  | 0 | Golden Lion           |  |  |
| 2  | D | Florian Goma             | 21 gennaio 2001            | 0  | 0 | Samaritaine           |  |  |
|    |   |                          |                            |    |   |                       |  |  |
| 19 | C | Daniel Hérelle           | 17 ottobre 1988            | 81 | 3 | Golden Lion           |  |  |
| 20 | C | Stéphane Abaul           | 23 novembre 1991 (25 anni) | 60 | 9 | Club Franciscain      |  |  |
| 5  | D | Karl Vitulin             | 15 gennaio 1991            | 54 | 2 | Samaritaine           |  |  |
| 22 | C | Romario Barthéléry       | 24 giugno 1994             | 9  | 0 | Golden Lion           |  |  |
| 14 | C | Norman Grelet            | 14 luglio 1993             | 3  | 0 | Golden Lion           |  |  |
| -  | C | Trésident Isaac          | 30 agosto 1996             | 0  | 0 | Club Colonial         |  |  |
|    |   |                          |                            |    |   |                       |  |  |
| 13 | C | Christophe Jougon        | 10 luglio 1995             | 29 | 1 | Club Franciscain      |  |  |
| 12 | A | Johnny Marajo            | 21 ottobre 1993            | 22 | 1 | Club Franciscain      |  |  |
| -  | A | Grégory Pastel           | 18 settembre 1990          | 17 | 3 | Aiglon du Lamentin FC |  |  |
| 10 | A | Kévin Fortuné            | 6 agosto 1989              | 10 | 2 | Auxerre               |  |  |
| 11 | A | Emmanuel Rivière         | 3 marzo 1990               | 5  | 3 | Crotone               |  |  |
| 9  | A | Enrick Reuperne          | 3 agosto 1998              | 4  | 0 | Aiglon du Lamentin FC |  |  |

## Record individuali
Statistiche aggiornate al 18 luglio 2021.
I giocatori in grassetto sono ancora in attività con la maglia della nazionale.

### Record presenze
| Pos. | Giocatore           | Pres. | Reti | Periodo   |
| ---- | ------------------- | ----- | ---- | --------- |
| 1    | Daniel Hérelle      | 81    | 3    | 2006-     |
| 2    | Sébastien Crétinoir | 66    | 3    | 2004-     |
| 3    | Stéphane Abaul      | 60    | 9    | 2010-     |
| 4    | Patrick Percin      | 58    | 19   | 1998-2010 |
| 5    | Kévin Parsemain     | 55    | 35   | 2008-     |
| 6    | Karl Vitulin        | 54    | 2    | 2010-     |
| 7    | Eddy Heurlié        | 50    | 0    | 2001-2010 |
| 7    | José-Thierry Goron  | 50    | 17   | 1998-2010 |
| 9    | Jordy Delem         | 47    | 7    | 2012-     |
| 10   | Steeve Gustan       | 44    | 9    | 2006-2013 |

### Record reti
| Pos. | Giocatore              | Reti | Pres. | Periodo   |
| ---- | ---------------------- | ---- | ----- | --------- |
| 1    | Kévin Parsemain        | 35   | 55    | 2008-     |
| 2    | Patrick Percin         | 19   | 58    | 1998-2010 |
| 3    | José-Thierry Goron     | 17   | 50    | 1998-2010 |
| 4    | Rodolphe Rano          | 12   | 14    | 1996-2002 |
| 5    | Stéphane Abaul         | 9    | 60    | 2010-     |
| 5    | Steeve Gustan          | 9    | 44    | 2006-2013 |
| 7    | Jordy Delem            | 7    | 47    | 2012-     |
| 8    | Gaël Germany           | 6    | 34    | 2003-2014 |
| 8    | Xavier Bullet          | 6    | 29    | 2001-2008 |
| 8    | Yann Girier-Dufournier | 6    | 11    | 2003-2006 |